# Gabriel García Moreno (cineasta)
Gabriel García Moreno (23 de febrero de 1897, Tacubaya, Ciudad de México - 20 de enero de 1943) fue un cineasta mexicano que dirigió tres de los primeros largometrajes en la historia del cine mexicano.

## Filmografía

### Largometrajes
- 1925: El buitre[1]
- 1926: Misterio[3]
- 1926: El tren fantasma[2]
- 1927: El puño de hierro[3]